# Antonio Francescatto
Antonio Francescatto (Udine, 8 aprile 1957) è un ex cestista italiano.

## Carriera
Ha militato in Serie A1 con le maglie di Olimpia Milano, Genova, Libertas Forlì, Trieste, Fabriano e Desio.

## Palmarès
- Coppa delle Coppe: 1

Olimpia Milano: 1975-76